# Клева (притока Гав'ї)
Клева — річка в Білорусі, у Ошмянському й Ів'євському районах Гродненської області. Ліва притока Гав'ї (басейн Німану).

## Опис
Довжина річки 56 км, площа басейну водозбору 270 км². Річка зигзагоподібної форми, протікає Лідською рівниною.

## Розташування
Бере початок на північно-західній стороні від села Чуркі. Спочатку тече на південний схід і у Макинятах повертає на південний захід. Далі тече через Сергіївку, Макари, Барейковщину, Богданів, Ковалі, Траби. У Дзядичах повертає на північний захід і на північно-східній стороні від Мацюків впадає у річку Гав'ю, праву притоку Німану.